# Sesso & potere
Sesso & potere (Wag the Dog) è un film del 1997 diretto da Barry Levinson. È tratto dal romanzo American Hero di Larry Beinhart.
Il film è una commedia nera che affronta con un taglio ironico il tema della manipolazione dell'opinione pubblica attraverso il controllo dei mass media, asserviti al potere.

## Trama
Per distogliere l'attenzione dei media e dell'opinione pubblica statunitense da uno scandalo sessuale che vede coinvolto il presidente, lo spin doctor Conrad Brean e i suoi addetti alle pubbliche relazioni ingaggiano un produttore di Hollywood, Stanley Motss, per organizzare la messa in scena di una finta guerra contro l'Albania, così da favorirne la riconferma a Washington. A undici giorni dalle elezioni, infatti, il consenso attorno al presidente rischia di precipitare a causa di una giovane ragazza scout che lo accusa di aver abusato di lei durante una gita alla Casa Bianca.
Il piano consta di due fasi principali. Nella prima, viene simulato un conflitto contro il piccolo Stato balcanico, accusato di dare ospitalità ad alcune cellule terroristiche che minacciano la sicurezza degli Stati Uniti. In particolare, i terroristi avrebbero già pronta una bomba che dovrebbe essere spedita in Canada prima di far strage sul suolo americano. In questo frangente, viene utilizzata una sequenza per muovere a compassione i cittadini statunitensi e invitarli a sposare la causa della guerra: una giovane ragazza albanese fugge sotto i colpi d'arma da fuoco dei terroristi con in braccio un gattino; in realtà, però, la sequenza viene montata grazie all'uso di moderne tecnologie. Quando il rivale alla corsa verso la presidenza, John Neal, annuncia la fine del combattimento, il piano sembra fallire.
Durante la seconda fase, viene quindi fatta circolare una voce secondo la quale un soldato statunitense, William Schumann, sarebbe rimasto prigioniero in Albania, ostaggio dei nemici. Viene così montato un caso mediatico e il soldato in questione, soprannominato "Vecchia scarpa" per il suo carattere mite, diventa un eroe nazionale. Il suo ritorno in patria è atteso in maniera spasmodica dall'opinione pubblica, ma durante il viaggio in aereo qualcosa va storto: il finto soldato è in realtà un carcerato reo di aver violentato una suora, fatto che crea non pochi problemi all'equipaggio, che deve tenerlo a bada per mezzo di psicofarmaci. Dopo varie peripezie, Schumann e gli uomini del presidente si trovano casualmente in un bar. Sfruttando la distrazione degli altri, Schumann adocchia la figlia del titolare e, in preda all'istinto sessuale, tenta di stuprarla.
Nel frattempo il gestore, uditi i lamenti della figlia, interviene a salvarla imbracciando un fucile: nella concitazione esplode due colpi, che risulteranno fatali per Schumann. Viene così allestita una cerimonia ufficiale e Schumann muore da eroe, con la sua bara avvolta nella bandiera a stelle e strisce. Motss, ideatore assieme a Conrad Brean della messinscena per far rieleggere il presidente, viene ucciso poiché intenzionato a uscire allo scoperto. Egli, tuttavia, non è mosso da motivazioni morali, bensì da un desiderio di fama represso: non esiste, infatti, un riconoscimento per i produttori di film ed egli non è mai stato indicato come il vero creatore dei film che ha portato al successo.

## Produzione
Il titolo originale - il gioco di assonanze Wag the dog - deriva da un gioco di parole spiegato in una didascalia all'inizio del film: «Why does a dog wag its tail? Because the dog is smarter than the tail. If the tail was smarter, it would wag the dog» («Perché un cane agita la coda? Perché il cane è più intelligente della sua coda. Se invece fosse la coda più intelligente, agiterebbe lei il cane»).
Il personaggio di Stanley Motss, interpretato da Dustin Hoffman, è direttamente basato sulla figura di Robert Evans, direttore di produzione della Paramount Pictures, noto per la sua megalomania, le sue strane abitudini e il suo modo di vestire. Hoffman si è anche ispirato a suo padre Harry Hoffman, ex allestitore di scenografie alla Columbia Pictures.

## Colonna sonora
Nel film si può sentire la canzone Wag the Dog di Mark Knopfler, che dà anche il titolo originale alla pellicola.

## Riconoscimenti
- 1998 - Premio Oscar
  - Candidatura al miglior attore protagonista a Dustin Hoffman
  - Candidatura miglior sceneggiatura non originale a Hilary Henkin e David Mamet
- 1997 – National Board of Review
  - Miglior attrice non protagonista (Anne Heche)
- 1998 – Festival internazionale del cinema di Berlino
  - Orso d'argento

## Casi mediatici
Il caso volle che, pochi mesi dopo l'uscita del film nelle sale, gli Stati Uniti d'America si ritrovarono ad affrontare realmente una serie di vicende molto simili a quelle narrate nel film: l'allora presidente Bill Clinton, infatti, si vide dapprima costretto a gestire lo scandalo del Sexgate, nato dalla sua relazione extraconiugale con la stagista Monica Lewinsky, e in seguito a fronteggiare una serie di attentati terroristici alle ambasciate statunitensi in Africa, in cui ordinò un'immediata risposta militare.